# Пиро (таноанский язык)
Пиро (Piro, Piro Pueblo, Senecu, Tompiro) - мёртвый и плохо аттестованный язык, являющийся диалектом языка тива, относящийся к кайова-таноанской языковой семье, на котором раньше говорил народ пиро, проживающий около города Сокорро штата Нью-Мексико в США.
Пиро не следует путать с языком пиро аравакской языковой семьи, на котором говорят народы йине (диалект йине) и мачинере (диалект мачинере) в Перу.